# 温家庄乡
温家庄乡，是中华人民共和国山西省晋中市寿阳县下辖的一个乡镇级行政单位。

## 行政区划
温家庄乡下辖以下地区：
温家庄村、小东庄村、大东庄村、富家沟村、崔家垴村、康家庄村、胜旺村、郑家庄村、程子旺村、山底铺村、杨林头村和大兴庄村。